# Åttahundra mil på Amazonfloden
Åttahundra mil på Amazonfloden (franska: La Jangada - Huit Cents Lieues sur l'Amazone) är en äventyrsroman från 1881 av den franske författaren Jules Verne. Den ingår i serien Underbara resor, och dess förläggare var Pierre-Jules Hetzel.

## Handling
Joam Garral, en ranchägare i Peru, nära den brasilianska gränsen, uppfyller sin dotters önskan att få gifta sig med Manuel Valdez i dennes hemstad Belém, Brasilien, där Valdez invalida mor väntar på dem. På en enorm flotte av timmerstockar, på vilken de byggt upp en bekväm bostad, börjar så deras färd på Amazonfloden. Garral är efterlyst för ett hemskt brott han inte har begått, och planerar att bygga upp ett nytt liv i den nya hemstaden, i hopp om att polisen inte skall finna honom där. En skurk vid namn Torres säger sig ha säkra bevis för Garrals oskuld, och erbjuder detta i utbyte mot något som Joam Garral vägrar att lämna ifrån sig till Torres, nämligen sin dotters hand. Beviset består av ett chiffrerat brev, som familjen Garral för det första måste få tag i, och för det andra måste lösa, för när slutet är nära blir Joam Garral arresterad, med ett hot om dödsstraff hängande över sig.